# Monika Herrmann
Monika Herrmann née le 30 mai 1964 à Berlin-Neukölln (Allemagne), est une femme politique allemande. Elle est depuis le 1er août 2013 la maire de l'arrondissement de Friedrichshain-Kreuzberg et siège à la mairie de Friedrichshain à Berlin.

## Jeunesse
Monika Herrmann est la fille des deux députés Annelies et Dieter Herrmann, tous deux CDU. Elle a étudié de 1985 à 1995 les sciences politiques à l'Université libre de Berlin et y a obtenu son diplôme. Ensuite elle adhère à l'union des jeunes CDU-CSU, mais les trouve « trop à droite »,. Elle anime de 1981 à 1991 des voyages de jeunes. En 1986 et 1987, elle est animatrice dans une radio libre. Vers la fin des années 1980, elle organise le centre de femmes Begine (un nom en référence aux béguines).

## Carrière politique
Elle est conviée par la présidente des verts du Land de Berlin Barbara Oesterheld à venir travailler à la mairie de l'arrondissement à Kreuzberg. Elle était chargée des Femmes puis attachée de presse du maire de l'époque Peter Strieder (SPD). Finalement elle est devenue conseillère et coordinatrice du département Jeunesse, Culture et Vie Sociale du tout nouvel arrondissement de Friedrichshain-Kreuzberg en 2001.
De 1999 à 2003, Herrmann faisait partie du comité directeur du parti des verts à Kreuzberg. Elle est ensuite montée au niveau national dans le parti. De 2006 à 2011, elle est conseillère municipale du département Jeunesse, Famille et Éducation de l'arrondissement de Friedrichshain-Kreuzberg, et de 2011 à 2013 conseillère municipale du département Famille, Santé et Personnel. Elle est élue maire de l'arrondissement en 2013 en remplacement d'un autre membre des verts, Franz Schulz, qui quitte le poste âgé de 65 ans.

## Vie privée
Monika Herrmann vit à Berlin-Kreuzberg. Elle vit ouvertement son lesbianisme avec sa partenaire.